# Michel Lentz

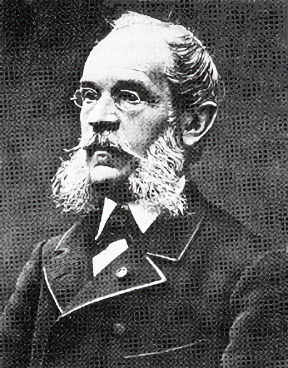
Michel Lentz

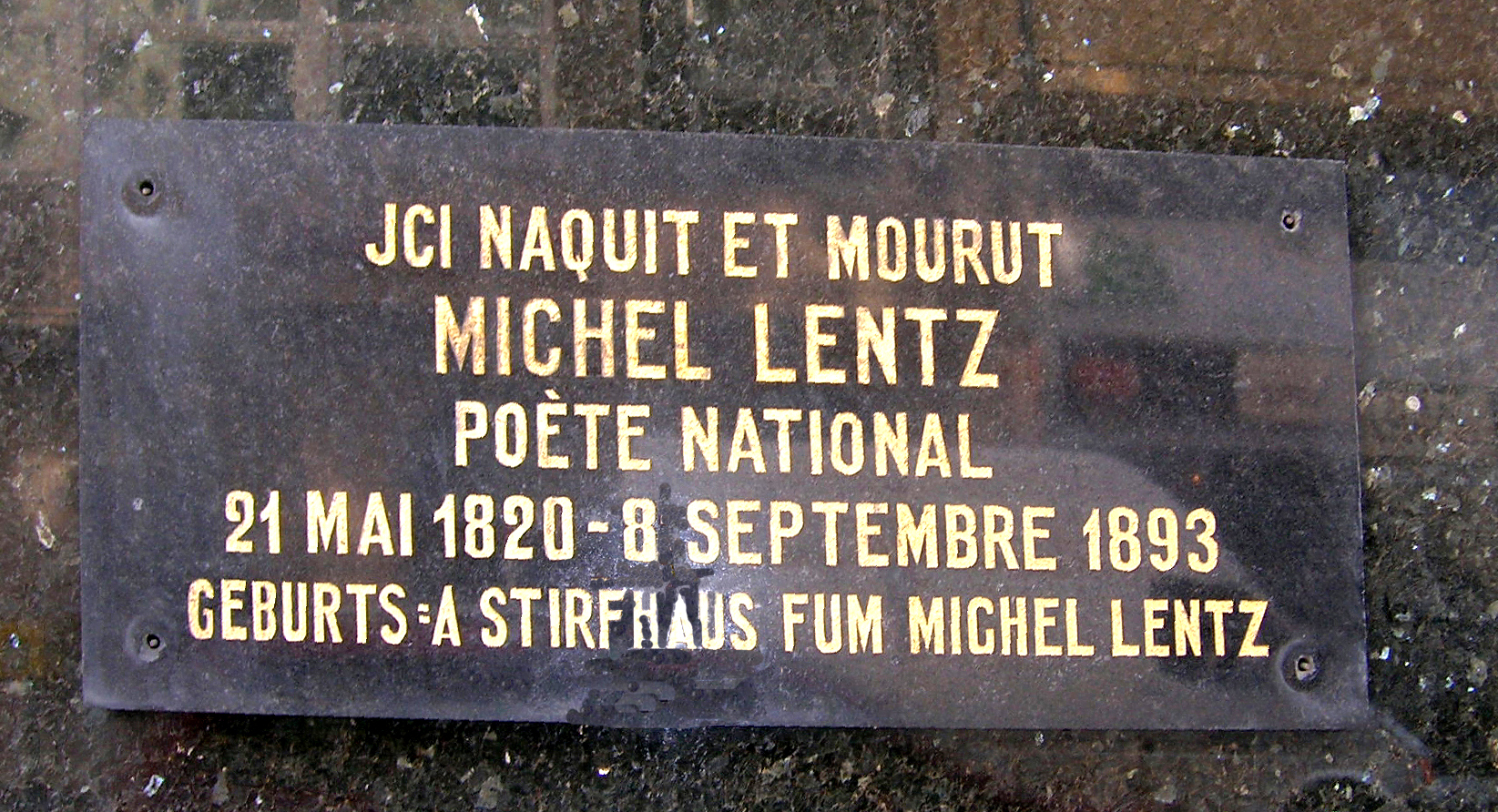
Gedenktafel an seinem Geburts- und Sterbehaus

Michel Lentz (* 21. Mai 1820 in Luxemburg-Stadt; † 8. September 1893 ebenda) war ein luxemburgischer Staatsbeamter, Schriftsteller und Dichter. Als Texter der luxemburgischen Nationalhymne Ons Heemecht wurde er als Nationaldichter bezeichnet.

## Leben
Michel Lentz kam als Sohn des Bäckermeister Jean-Pierre Lentz und seiner Frau Marguerite Spresser in Luxemburg-Stadt zur Welt. Nach der Grundschule ging Lentz ins Lyzeum, das er 1840 mit dem Abitur abschloss. Nach einem Jahr Studium der Philologie an der Université Libre in Brüssel kam er Ende 1842 ins Staatssekretariat der Regierung. Am 10. September 1851 heiratete Lentz seine Frau Jeanne Reuter, mit der er drei gemeinsame Kinder hatte: Mathilde, Elise und Pierre-Mathis-Edmond. Letzterer starb bereits im Jahre 1899.
Bis zu seiner Pensionierung 1892 machte er Karriere beim Staat. Am 8. September 1893 verstarb Michel Lentz, der zu dieser Zeit bereits fast vollständig erblindet war. Am 10. September bekam Lentz ein Staatsbegräbnis, bei dem Staatsminister Paul Eyschen persönlich die Leichenrede hielt.
Michel Lentz ist auf dem Liebfrauenfriedhof in Limpertsberg begraben. Nach dem Tode von Edmond de la Fontaine, einem weiteren bekannten luxemburgischen Schriftsteller und Dichter, kam es 1903 zur Errichtung eines Denkmals mit dem Titel Dicks-Lentz-Monument, welches sich neben der Place d’Armes in Luxemburg-Stadt befindet.

## Werke
Michel Lentz war ein glühender Patriot, was auch aus seinen Werken hervorgeht.
- De Feierwon
- D’Margréitchen
- Hämmelsmarsch
- Heemwéi
- Ons Heemecht
- An Amerika

| Personendaten    | Personendaten                                             |
| ---------------- | --------------------------------------------------------- |
| NAME             | Lentz, Michel                                             |
| KURZBESCHREIBUNG | luxemburgischer Staatsbeamter, Schriftsteller und Dichter |
| GEBURTSDATUM     | 21. Mai 1820                                              |
| GEBURTSORT       | Luxemburg-Stadt                                           |
| STERBEDATUM      | 8. September 1893                                         |
| STERBEORT        | Luxemburg-Stadt                                           |